# Vinculinula attacoides
Vinculinula attacoides är en fjärilsart som beskrevs av Walker 1862. Vinculinula attacoides ingår i släktet Vinculinula och familjen silkesspinnare. Inga underarter finns listade i Catalogue of Life.